# کندالینی

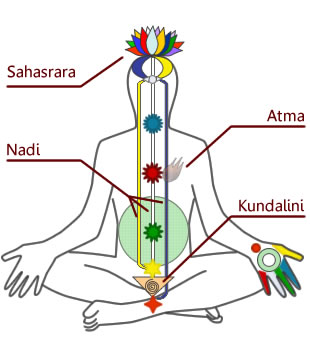
چاکراها و کانال‌های انرژی بدن انسان.

کندالینی در هندوئیسم و تفکر های باستانی هندی به نوعی انرژی در بدن انسان (شاکتی) اشاره دارد که گفته می‌شود در پایین ستون فقرات قرار دارد.
 این انرژی به شکل طبیعی در سه دوره از زندگی افراد کاملا آزاد و بیدار می‌شود. در دوران کودکی، در سنین بلوغ و در هنگام مرگ. همچنین در خانم ها هنگام زایمان کندالینی موقتا آزاد می‌شود. اما در دوره های دیگر زندگی جریان آن قطع بوده و در چاکرای‌اول (چاکرای ریشه) متوقف شده است. گفته شده‌ بیداری انرژی کندالینی در نتیجه مدیتیشن عمیق رخ می‌دهد که روشنی و سعادت را در پی دارد. با این حال، بیدارسازی کندالینی با روش‌های مختلفی قابل انجام است.

مهم ترین قدم قبل از بیدارسازی کندالینی پاکسازی مسیر انرژی داخل بدن یا کانال سوشومنا است. چرا که به دلیل جریان نداشتن انرژی کندالینی ممکن است مسیر آن آلوده شده و در صورت آزاد شدن انرژی کندالینی فرد را دچار مشکلات شدیدی کند که به آن سندروم کندالینی می‌گویند. سندروم کندالینی ممکن است به صورت فشار خون بالا، گرگرفتگی، عدم تحمل شرایط زندگی ، مشکلات و بثورات پوستی دیده شود. در کتاب کندالینی و چاکراها اثر Paulson, Genvieve Lewis می توانید مطالعه کنید
در زبان سانسکریت به هر روشی که به آزاد شدن کندالینی کمک کند یوگا گفته می‌شود. البته سبک های مختلف یوگا در طی زمان تغییر یافته و هر کدام بر تمرینات و اصول خاصی تمرکز تاکید دارند.
کارا لی گرانت نویسنده کتاب های یوگا می گوید: "هنگامی که کندالینی بیدار می شود، فرد حالت همدلی عمیق تری با دیگران پیدا می کند به طوری که این همدلی تقریبا حالت تله پاتی پیدا میکند. حساسیت فرد بالاتر می رود، سطح انرژی اش افزایش می یاید، برخی اوقات توانایی های روحی یا درکی عمیق حاصل می شود، فرآیند سالخوردگی کندتر می شود، خلاقیت و کاریزما بالا می رود و آرامش و درکی درونی حاصل می شود. یک احساس بخشی از همه چیز بودن به وجود می آید و اسرار زندگی، دیگر اسرار نخواهند بود."
فردی که از طریق بیداری کندالینی به روشنیدگی می رسد، ممکن است انتخاب کند که به فعالیت در زمینه های شفا بخشی مشغول شود. این افراد تمایل بیشتری برای زندگی بر طبق خواست درونی (رسالت هستی‌شان) پیدا می کنند و این شاید منجر به تغییر شغل و حرفه شان شود. آنها علاقه شان به مادیات را از دست می دهند و بخشنده تر می شوند. هم چنین کمتر صحبت می کنند و کلمات را با وضوع و عمق درونی بیشتری انتخاب می کنند.
تحریک خود به خود انرژی کندالینی ممکن است در اثر تمرینات کار با انرژی بسیار شدید، مصرف مواد مخدر، تجربیات جنسی، سوءاستفاده و یا آسیب های روحی روانی شدید یا سایر وقایع غیر منتظره زندگی رخ دهد.
بیداری کندالینی .

## ارجاعات
بسیاری از سیستم‌های یوگا بر بیدارسازی کندالینی از طریق تنفس پرانایاما، مدیتیشن، انجام آساناها و خواندن مانترا توجه دارند. کندالینی یوگا یکی از این مکاتب یوگا است که بر بیدار کردن انرژی کندالینی از طریق انجام منظم تمرینات مانترا، تانترا، یانترا، یوگا و مدیتیشن تمرکز دارد.
بیدارسازی یا آزاد شدن کندالینی در نهایت موجب تجربه اشراق یا روشن‌بینی می‌شود.
به شکل کلی در یوگا بر این باورند که انرژی کندالینی باید هفت مرحله را طی کند تا به نهایت خود برسد. این هفت مرحله معادل هفت چاکرای اصلی در تفکر هندی است. به شکل دقیق تر هر مرحله خود دارای هفت زیر لایه است یعنی نهایتا انرژی کندالینی باید ۴۹ پله در بدن به سمت بالا حرکت کند.

## برای مطالعهٔ بیشتر
- Aun Weor, Samael (2009). Kundalini Yoga. EDISAW. ISBN 978-85-62455-03-2.
- Avalon, A. (1974). The Serpent Power: The Secrets of Tantric and Shaktic Yoga. Dover Publications. ISBN 978-0-486-23058-0.
- Karmokar, G. (2006). Kundalini – From Hell to Heaven. Zen Way Center. ISBN 978-0-9777456-0-9.
- Kripananda, S. (1995). The Sacred Power: A Seeker's Guide to Kundalini. Siddha Yoga Publications. ISBN 978-0-911307-39-9.
- Mookerjee, A. (1981). Kundalini: The Arousal of the Inner Energy (2nd ed.). Destiny Books. ISBN 978-0-89281-020-8.
- Muktananda, S. (1995). Kundalini: The Secret of Life (erd ed.). U B S Publishers' Distributors Ltd. ISBN 978-81-7476-038-8.
- Petty, A. (2007). Kundalini Rising: Exploring the Chakra/Asanas Connection. Kitsune Books. ISBN 978-0-9792700-0-0.
- Scott, Mary (2006). The Kundalini Concept: Its Origin and Value. Jain Publishing. ISBN 978-0-89581-857-7.
- Sannella, L. (1987). The Kundalini Experience: Psychosis or Transcendence. Integral Publications. ISBN 978-0-941255-29-5.
- Springett, Tara (2014). Enlightenment Through the Path of Kundalini: A Tibetan-Buddhist Guide to Safe Awakening and Overcoming Difficult Symptoms. Higher Consciousness Publishing. ISBN 978-1-5060-6761-2.
- Yogananda, Paramahansa (1995). God Talks With Arjuna: The Bhagavad Gita. Self-Realization Fellowship. ISBN 978-0-87612-030-9.